# Shatin
Shatin (en arménien Շատին ) est une communauté rurale du marz de Vayots Dzor, en Arménie. Elle compte 2 013 habitants en 2008.